# Catalina de Castilla
Catalina de Castilla (Illescas, 5 de octubre de 1422–Madrigal de las Altas Torres, 10 de septiembre de 1424) fue una infanta de Castilla, hija primogénita del rey Juan II. Como heredera al Trono y para legitimar «la unión dinástica entre las ramas Trastámara y petrista» ,  fue jurada en la imperial ciudad de Toledo a principios de febrero de 1423 Princesa de Asturias, título que ostentó hasta su prematura muerte.

## Biografía
Catalina nació el 5 de octubre de 1422 en Illescas, fruto del matrimonio entre Juan II de Castilla y María de Aragón.  y fue bautizada, con el nombre de Catalina por deseo de su padre en recuerdo de su abuela,  por Diego Gómez de Fuensalida, obispo de Zamora.
El rey se dirigió a Toledo, desde donde mandó llamar a la reina para que acudiera con su hija. La recién nacida infanta debía ir a aquella ciudad para ser reconocida y jurada como princesa heredera de la Corona. Juan II ordenó, entonces, que las Cortes se reunieran en Toledo, pero, debido a una epidemia de peste, el rey no pudo llamar a los procuradores. Por ello, partieron distintos caballeros en cuyas manos los representantes de las ciudades debían prestar el juramento que no pudieron realizar a la princesa en persona.
La Crónica de los Reyes de Castilla describe el acto celebrado en una sala del Alcázar en enero de 1423, de la siguiente forma:

[...] el infante Juan [el primero de los nobles] llegó a la cama donde estaba la princesa, y le besó la mano, y en las manos del rey hizo juramento y pleito de homenaje que en el caso que el rey falleciera sin dejar hijo varón legítimo... que desde entonces había a la princesa por reina y señora en estos reinos... y que guardaría su vida y salud y todo su servicio, a provecho y bien común de estos reinos, y desviaría todo mal y peligro de su persona y daño de sus reinos en cuanto él pudiese; y haría guerra y paz por su mandado de las villas y lugares y castillos que en estos reinos tenía, y la recibiría en ellos y en cada uno de ellos, airada o pagada, de día o de noche, con muchos o con pocos, como ella pluguiese; y que correría en todos sus lugares su moneda y no consentiría que corriese otra, y que haría y guardaría cerca de ella todas las cosas y cada una de las que el buen vasallo debe y es tenido de guardar a su rey y señor natural. Y esto hecho, el rey mandó que todos besasen la mano a la princesa y le hiciesen pleito y homenaje en las manos del infante Juan, teniendo el obispo de Cuenca el misal y la cruz en las manos, en que se producía el juramento.

Para festejar estos acontecimientos, se celebraron un torneo y varias justas en unos festejos que se alargaron una semana.
El domingo 10 de septiembre de 1424 falleció Catalina en Madrigal de las Altas Torres, cuando aún no había cumplido los dos años de edad. La infanta Catalina recibió sepultura en el convento de agustinas, extramuros de Madrigal de las Torres.
La muerte de la princesa de Asturias dejó como única heredera a su hermana Leonor, que en aquel entonces tenía un año, a la espera de que la reina diera a luz al hijo que esperaba. El 5 de enero de 1425 nacería un varón, Enrique, que llegaría a ocupar el Trono como Enrique IV de Castilla.
| Predecesor: Juan de Castilla | Princesa de Asturias 1423 - 1424 | Sucesor: Enrique de Castilla (Leonor de Castilla) |